# Křížový potok
Koulová strouha – górski potok w Czechach, we wschodnich Karkonoszach, prawy dopływ Jelení potoku o długości ok. 1,5 km.
Źródła znajdują się na wschodnich zboczach Růžovej hory, na wysokości ok. 1330 m n.p.m. Potok płynie głęboko wciętą doliną na wschód, potem na południowy wschód, a na końcu na północny wschód. Uchodzi do Jelení potoku w środkowej części Lví důlu.
Křížový potok cały czas płynie na obszarze czeskiego Karkonoskiego Parku Narodowego (czes. Krkonošský národní park, KRNAP).